# 由本陽子
由本 陽子（ゆもと ようこ、1957年10月 - ）は、日本の言語学者。専門は、語形成論・語彙意味論・概念意味論。学位は、博士（文学）（大阪大学・論文博士・2004年）。大阪大学名誉教授。。

## 人物
兵庫県宝塚市生まれ。1980年神戸女学院大学英文科卒。1987年大阪大学大学院文学研究科英語学専攻博士課程満期退学、大阪大学言語文化部講師(英語)、助教授、2004年大阪大学より博士（文学）の学位を取得。2005年新村出賞受賞、言語文化研究科教授。2009年新村出記念財団評議員。2023年大阪大学退職、大阪大学名誉教授。

## 著書

### 単著
- 『複合動詞・派生動詞の意味と統語 モジュール形態論から見た日英語の動詞形成』ひつじ書房 2005
- 『レキシコンに潜む文法とダイナミズム』開拓社、2011

### 共編著
- 『語形成と概念構造』影山太郎共著 研究社出版 1997
- 『語彙の意味と文法』岸本秀樹共編 くろしお出版 2009
- 『複雑述語研究の現在』岸本秀樹共編 ひつじ書房(ひつじ研究叢書(言語編)2014
- 『語彙意味論の新たな可能性を探って』小野尚之共編 開拓社、2015年

## 論文
- Cinii